# Droga dwujezdniowa

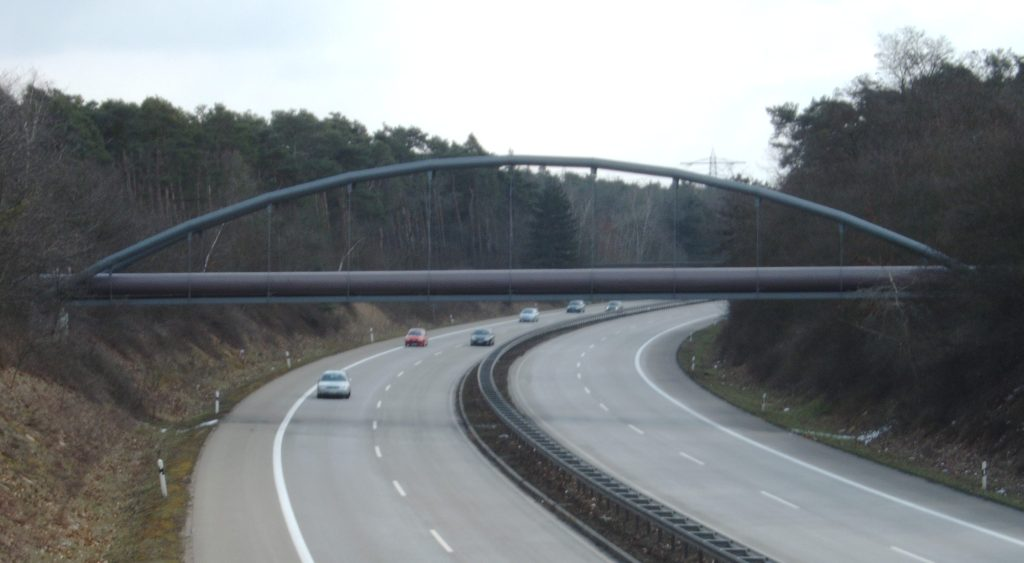
Droga dwujezdniowa B36 w okolicach Mannheimu.

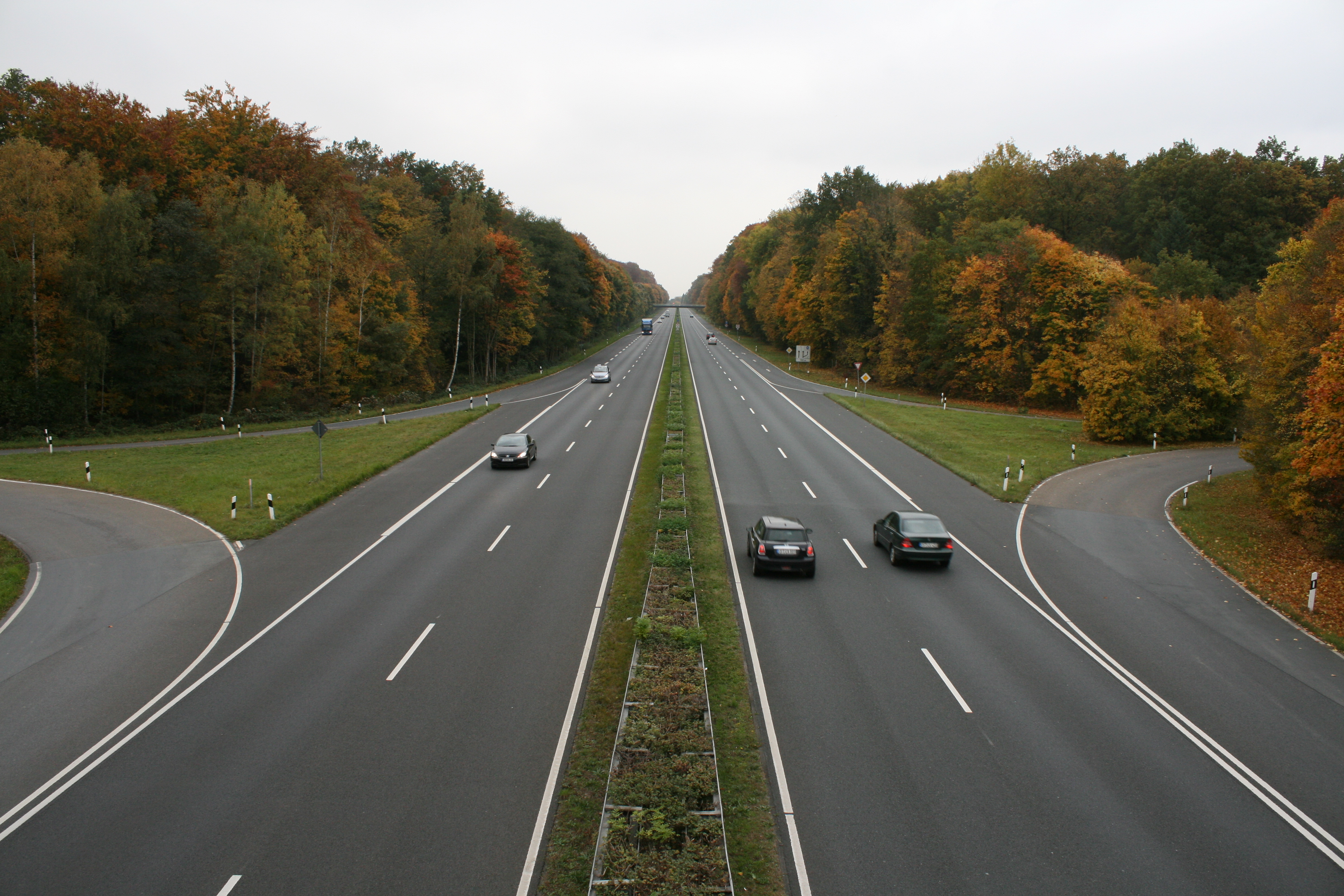
Droga dwujezdniowa B3 w okolicach Frankfurtu nad Menem.

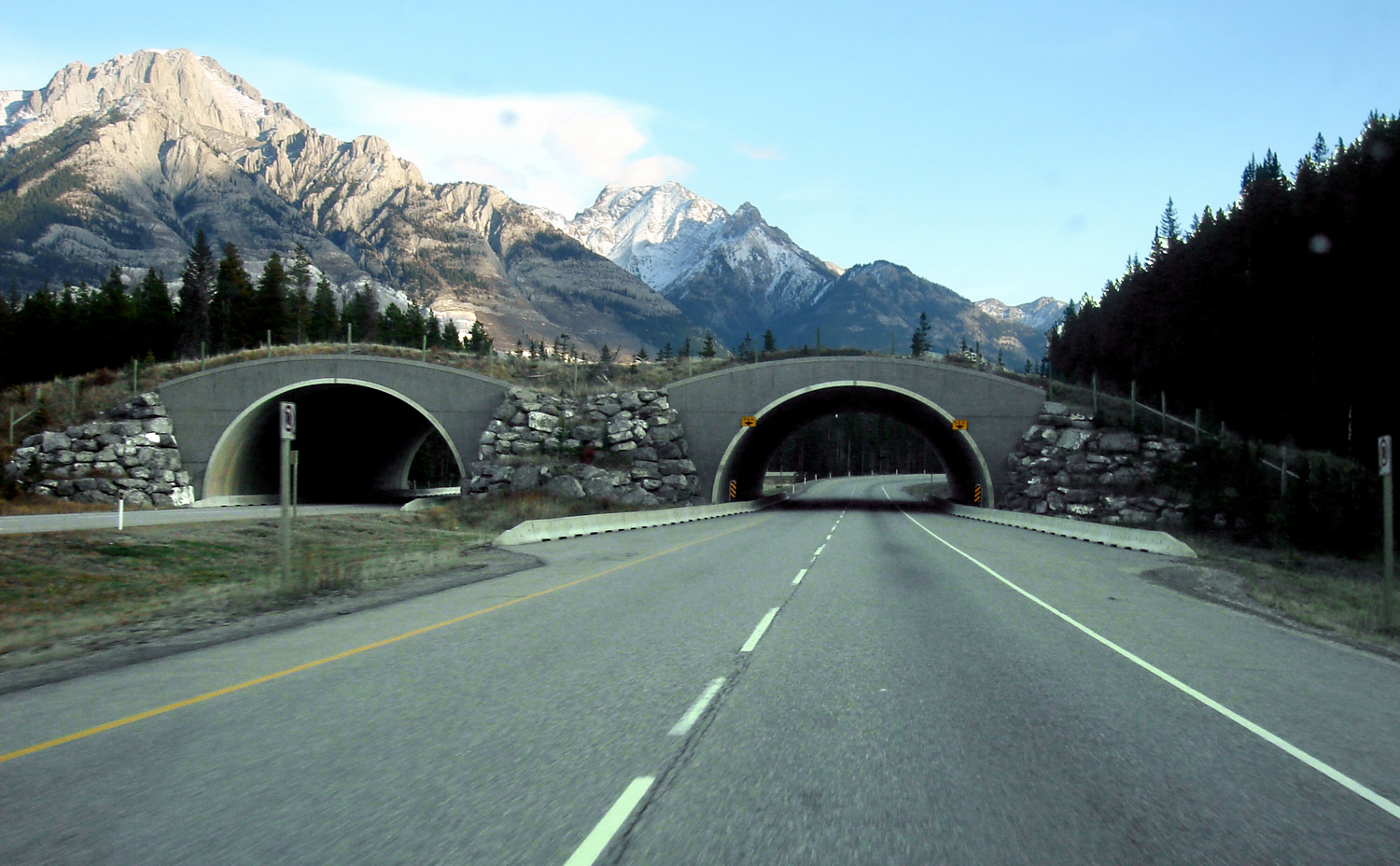
Droga dwujezdniowa Trans-Canada w Albercie.

Droga dwujezdniowa – droga kołowa, posiadająca dwie - trwale od siebie oddzielone - jezdnie.
Na mapach drogowych najczęściej oznaczone są linią podwójną. W Polsce na drodze dwujezdniowej poza obszarem zabudowanym obowiązują następujące dopuszczalne prędkości (tylko jeśli istnieją co najmniej 2 pasy ruchu dla każdego kierunku ruchu) dla samochodu osobowego, motocykla lub samochodu ciężarowego o dopuszczalnej masie całkowitej nieprzekraczającej 3,5 t:
- na autostradzie – 140 km/h,
- na drodze ekspresowej – 120 km/h,
- na innej drodze dwujezdniowej o co najmniej o dwóch pasach przeznaczonych dla każdego kierunku ruchu – 100 km/h.

## Problemy
W polskim prawie nie zostało precyzyjnie określone, czym jest droga dwujezdniowa, dlatego należy rozumieć, że jest to droga o dwóch jezdniach. Skutkiem tego jest problem z interpretacją statusu miejsc, gdzie znajduje się więcej niż dwie jezdnie sąsiadujące ze sobą lub znajdujące się blisko siebie. W Rozporządzeniu Ministra Transportu i Gospodarki Morskiej w sprawie warunków technicznych, jakim powinny odpowiadać drogi publiczne i ich usytuowanie, zdefiniowano dwa typy pasa dzielącego:

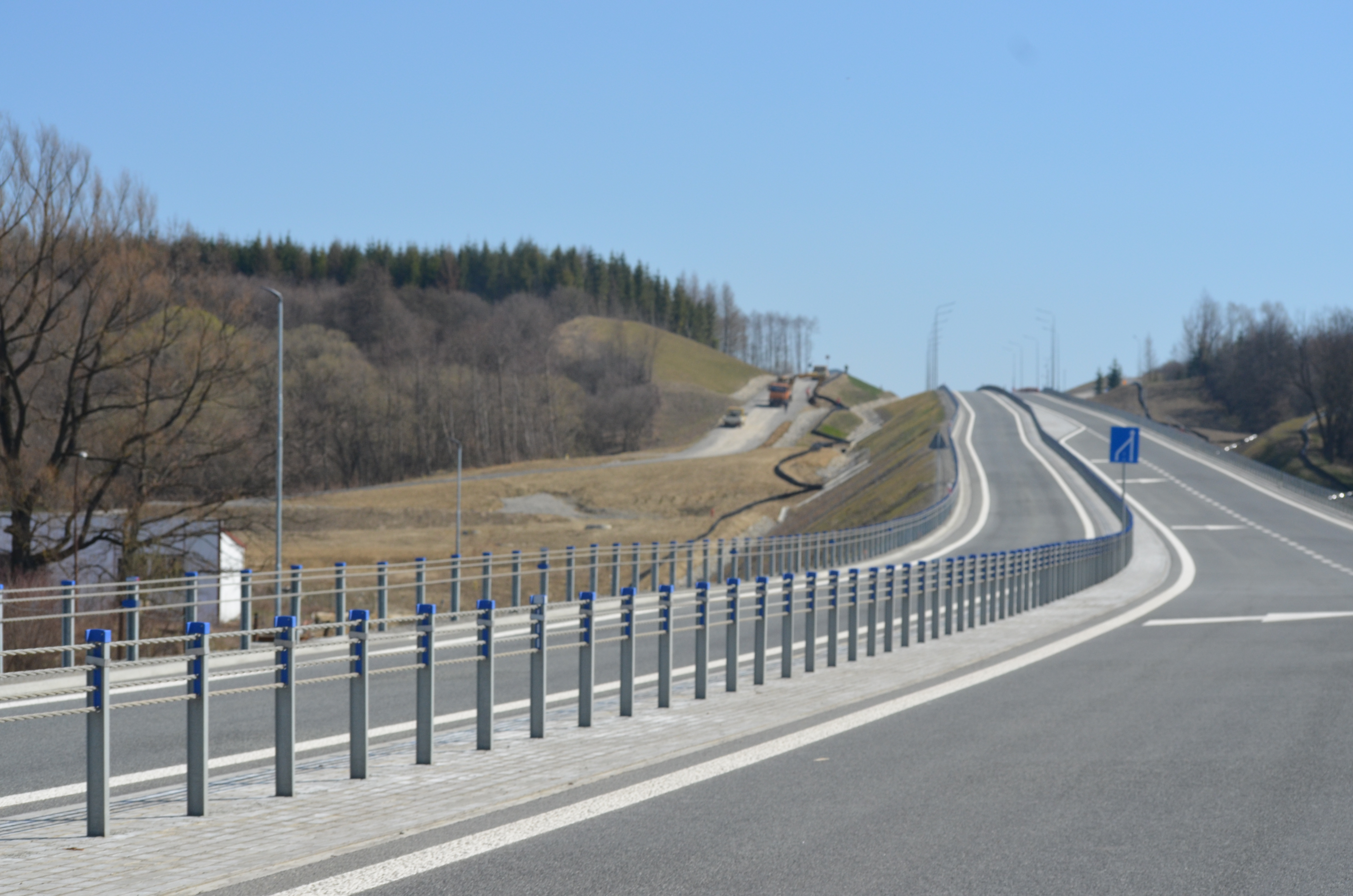
Dwujezdniowa dwupasmowa (po 1 pasie na każdej jezdni) obwodnica Sanoka DK28.

- środkowy pas dzielący – część drogi stanowiąca rozdzielenie jezdni przeznaczonych dla przeciwnych kierunków ruchu
- boczny pas dzielący – część drogi stanowiąca rozdzielenie jezdni o różnych funkcjach

W szczególności w ustawie Prawo o ruchu drogowym występują sformułowania wykorzystujące pojęcie jezdni jednokierunkowych oraz dróg dwujezdniowych, jednak nie zdefiniowano precyzyjnie drogi dwujezdniowej. Można przyjąć, że część drogi dwujezdniowej stanowią jedynie dwie jezdnie rozdzielone środkowym pasem dzielącym albo bocznym pasem dzielącym, a pozostałe jezdnie nie są częścią drogi dwujezdniowej i obowiązują na nich ogólne ograniczenia prędkości dla pozostałych dróg. Jeśli jako drogę przyjmiemy wszystkie sąsiadujące ze sobą jezdnie, wtedy droga nie jest drogą dwujezdniową i ogólne ograniczenia prędkości obowiązują na wszystkich jej jezdniach tak jak dla pozostałych dróg. W przypadku dróg ekspresowych i autostrad problemem jest ich definicja w ustawie Prawo o ruchu drogowym. Autostradę zdefiniowano jako drogę dwujezdniową oznaczoną odpowiednimi znakami, natomiast drogę ekspresową jako drogę dwu- lub jednojezdniową oznaczoną odpowiednimi znakami drogowymi. Takie definicje wykluczają możliwość oznaczenia jako droga ekspresowa lub autostrada drogi posiadającej więcej niż dwie jezdnie. W przypadku np. węzła posiadającego cztery jezdnie oznaczenie wszystkich znakiem autostrady jest niezgodne z ustawą Prawo o ruchu drogowym, chyba że taką sytuację zinterpretujemy jako dwie sąsiadujące ze sobą jednokierunkowe autostrady. Oznaczenie wszystkich znakiem drogi ekspresowej prowadzi do takich samych niejednoznaczności jak w przypadku zwykłych dróg, czyli problemem jest klasyfikacja jezdni jako części drogi jedno- albo dwujezdniowej. Rozwiązaniem powyższych problemów może być zastąpienie w ustawie Prawo o ruchu drogowym odwołań do pojęcia drogi dwujezdniowej lub jednojezdniowej na odpowiednio zmienione odwołania do pojęcia jezdni jednokierunkowej lub dwukierunkowej, co zdjęłoby z kierujących konieczność interpretacji przynależności jezdni do drogi.